# Niccolò Cabeo
Niccolò Cabeo, SJ (ur. 26 lutego 1586 w Ferrarze, zm. 30 czerwca 1650 w Genui) – włoski matematyk, fizyk, filozof i jezuita. Jest znany z prac dotyczących magnetyzmu i meteorologii. Do rozwoju fizyki wiele wniosły jego eksperymenty i obserwacje. Wielokrotnie powtarzając eksperymenty wzorowane na doświadczeniu Galileusza ze spadkiem swobodnym potwierdził, iż czas swobodnego spadku różnych ciał z tej samej wysokości nie zależy od ich masy. Jemu zawdzięczamy również pierwsze opisanie zjawiska odpychania się dwóch naelektryzowanych ciał. Jego imieniem został nazwany jeden z uderzeniowych kraterów Księżyca – Cabeus.

## Życiorys
Cabeo urodził się w Ferrarze w 1586. W 1602 roku zaczął naukę w kolegium jezuickim w Parmie. Następnie przeniósł się do Padwy. W latach 1606–1607 studiował w Piacenzy. W latach 1607–1610 studiował filozofię w Parmie. W 1612 roku rozpoczął studia teologiczne na tej samej uczelni, które trwały do 1616 roku. W czasie tych studiów przez rok przebywał w Mantui. Przypuszcza się również, że studiował matematykę. Po zakończeniu nauki wykładał teologię i matematykę w Parmie. W 1622 został kaznodzieją. Jego patronami byli książęta Mantui i Ferrary. Cabeo był zaangażowany w realizację projektów hydraulicznych na ich ziemiach. Przez cały okres swojej kariery zajmował się naukami przyrodniczymi i matematyką. Był aktywnym uczestnikiem ówczesnego życia intelektualnego i naukowego, w obrębie jego zainteresowań leżała mechanika, swobodny spadek, i ruch. Znał się i korespondował z takimi uczonymi jak Giovanni Battista Baliani, Benedykt Castelli czy Giovanni Battista Riccioli. Wdał się w debatę z uczniem Galileusza, benedyktynem Castellim dotyczącą jego teorii spadającej wody. Obydwaj byli również zaangażowani w spór dotyczący regulacji wód rzeki Reno. Cabeo popierał mieszkańców Ferrary a Catselli należał do obozu papieża Urbana VIII. Po zakończeniu prac hydrograficznych i opuszczeniu dworu książęcego wrócił do pracy dydaktycznej. Nauczał matematyki w Genui, gdzie zmarł w 1650 roku.
Jego dwiema najważniejszymi pracami są Philosophia magnetica i In quatuor libros meteorologicorum Aristotelis commentaria. W pierwszej z tych prac opisywał teorie i doświadczenia dotyczące zjawiska magnetyzmu. Często powoływał się na badaniach Williama Gilberta, ale zawarł tam również własne obserwacje. Skupiał się przede wszystkim na zjawiskach związanych z ziemskim polem magnetycznym, namagnesowanym żelazie i magnetycie. Jednym z celów tego studium było usprawnienie kompasu magnetycznego. Cabeo, podobnie jak Gilbert nie zgadzał się z teorią mówiącą iż Ziemia posiada pole magnetyczne, podobne do tego jakie posiadają magnesy, choć twierdził, że powoduje ona powstawanie niektórych zjawisk magnetycznych. Opisywał również właściwości magnetyczne jakie zyskują niektóre przedmioty w wyniku potarcia, twierdził, że zachodzą tu podobne procesy jak w przypadku zwykłych magnesów i należy je rozpatrywać tak samo. W myśl głoszonych przez siebie poglądów, że nie wystarczy tylko opisać danego zjawiska a należy dążyć do odkrycia jego przyczyny, próbował wyjaśnić zjawiska elektryczne zachodzące w niektórych ciałach. Opisywał między innymi doświadczenia z wahadłem, odnotowując, iż naelektryzowane ciało może przyciągać nienaelektryzowane ciało. Uważał, że każdą z głoszonych tez należy najpierw udowodnić, najlepiej za pomocą wielokrotnie powtarzanych eksperymentów. Próbował również opisywać niektóre ze zjawisk za pomocą matematyki. W Philosophia magnetica dużą uwagę poświęcał metodologii przeprowadzonych przez siebie badań i eksperymentów.
W 1646 roku ukazała się druga z jego najważniejszych prac- In quatuor libros meteorologicorum Aristotelis commentaria. Nie zawierała ona jednak tylko komentarzy do dzieł Arystotelesa, jak mógłby sugerować tytuł. W wydaniu z 1686 roku został on zresztą zmieniony na Philosophia experimentalis. Cabeo przeprowadził te same doświadczenia co Galileusz, chcąc w sposób eksperymentalny obalić lub potwierdzić jego twierdzenia. Najbardziej znanym  doświadczeniem  Galileusza które opisał było to dotyczące spadku ciał. Cabeo potwierdził obserwacje poprzednika, stwierdzając iż spadek różnych ciał z tej samej wysokości nie zależy od ich masy. Był to pogląd sprzeczny z powszechnie przyjętymi wówczas tezami Arystotelesa ale Cabeo stwierdził iż musi to być prawda gdyż doświadczenie przeprowadził wielokrotnie i za każdym razem uzyskiwał zbliżone wyniki. Przypisywanie rozstrzygającego znaczenia eksperymentom było wówczas nowatorskim podejściem ale Cabeo rozpowszechnił ten pogląd wśród wielu innych uczonych ze swojego zakonu. Nie oznacza to jednak że Niccolò był zwolennikiem wszystkich nowych poglądów w nauce. W innych swoich pracach często prezentował się na przykład jako zwolennik geocentryzmu. Interesował się również alchemią i był przekonany co do słuszności literalnego rozumienia niektórych części Biblii.

## Ważniejsze prace
- Philosophia magnetica, 1629

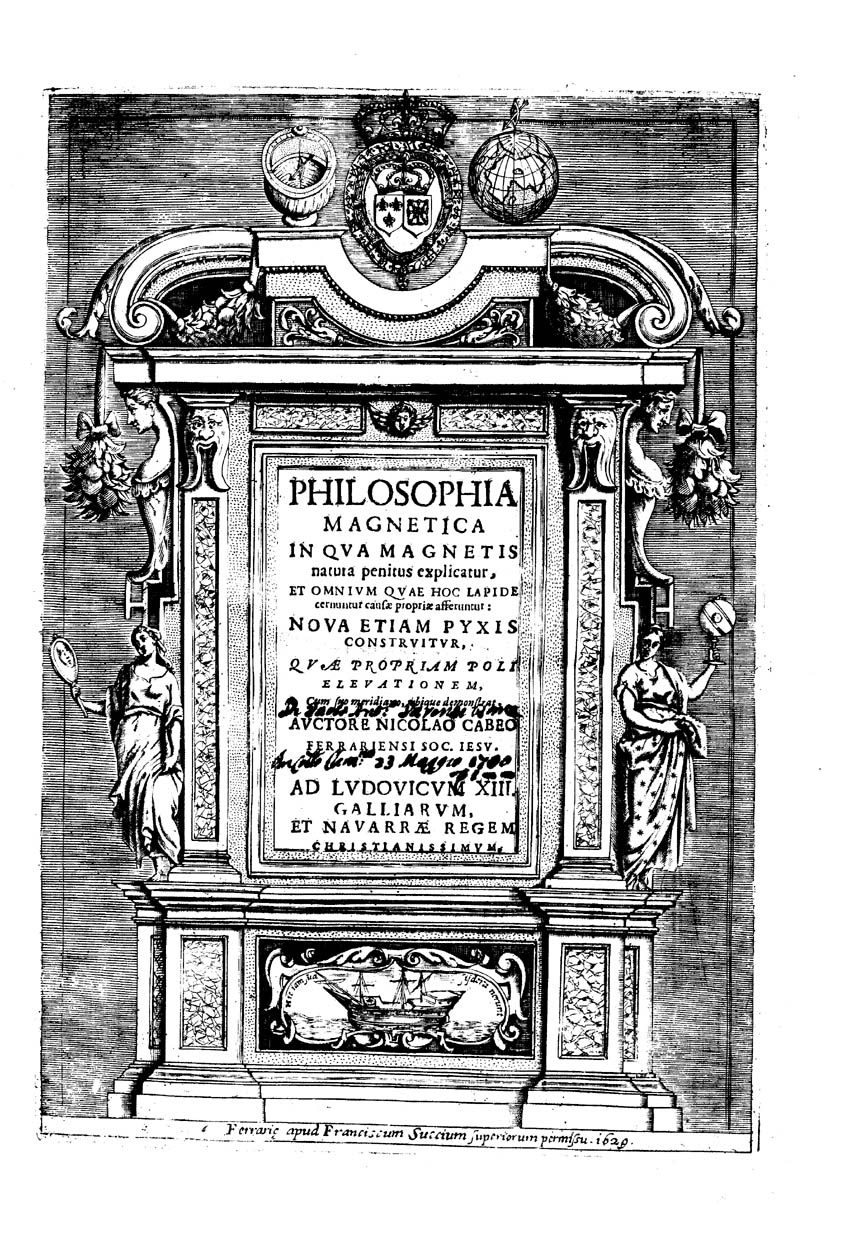
Philosophia magnetica, 1629

- In quatuor libros meteorologicorum Aristotelis commentaria, 1646